# Solnečnyj rajon
Il Solnečnyj rajon (in russo Солнечный район?) è un municipal'nyj rajon del Kraj di Chabarovsk, nell'Estremo oriente russo.